# Henk van Hoof
Hendrikus Andreas Lambertus (Henk) van Hoof (Nijmegen, 9 november 1947) is een Nederlands voormalig politicus en bestuurder. Hij was onder meer tweemaal staatssecretaris namens de VVD in het eerste en tweede kabinet Kok.
Na zijn eindexamen HBS-A was hij van 1965 tot 1981 in dienst van de Koninklijke Marine. In 1981 trad Van Hoof in dienst bij de vakbond Vereniging van Hoger Personeel, waar hij werkzaam was als onderhandelaar en CAO-coördinator. Van 1990 tot 1991 was hij hoofd vakbondszaken bij deze vereniging.
In november 1991 werd Van Hoof lid van de Tweede Kamer. Hij had zitting in het fractiebestuur en was woordvoerder sociale zekerheid. In 1992 werd hij vicevoorzitter van de commissie-Buurmeijer, die een onderzoek instelde naar de uitvoering van de sociale zekerheid in de jaren tachtig. Ook was hij voorzitter van de Vaste Commissie voor de Verzoekschriften en lid van de vaste commissies voor Defensie en voor Sociale Zaken en Werkgelegenheid.
Van Hoof werd op 3 augustus 1998 benoemd tot staatssecretaris van Defensie in het Tweede Kabinet-Kok. In die functie zou hij klokkenluider Fred Spijkers onder druk gezet hebben om bepaalde documenten inzake een dodelijk ongeval met een mijn niet openbaar te maken. Zou Spijkers dat toch doen, dan zou de staatssecretaris dat als "een dodelijk wapen" tegen Spijkers gebruiken. Na de kabinetsperiode keerde hij in 2002 terug in de Tweede Kamer. Vervolgens was hij van 26 augustus 2003 tot 1 mei 2004 interim-burgemeester van de door bestuurlijke conflicten geteisterde gemeente Delfzijl.
Van Hoof werd op 17 juni 2004 benoemd tot staatssecretaris van Sociale Zaken en Werkgelegenheid in het Tweede Kabinet-Balkenende. Hij werd daar belast met de volgende taken:
- Bijstand
- Arbeidsmarkt
- Wet sociale werkvoorziening
- Volksverzekeringen
- Pensioenen
- Handhaving en fraudebestrijding
- arbeidsomstandigheden

Hij bleef staatssecretaris tot het einde van het kabinet op 22 februari 2007.
Van Hoof was van 2007 tot en met 2014 voorzitter van het college van bestuur van de Stichting Limburgs Voortgezet Onderwijs (LVO).
- Parlement.com: vg09llphrgph